# Guardia repubblicana del Kazakistan
La Guardia repubblicana della Repubblica del Kazakistan (Қазақстан Республикалық Ұланы) è una delle armi delle forze armate della Repubblica del Kazakistan, insieme alle forze terrestri, alle forze navali, alle forze di difesa aerea e alle guardie di frontiera. La Guardia repubblicana è progettata per la protezione e la difesa della residenza del presidente del Kazakistan, ad Almaty e ad Astana.
La Guardia repubblicana venne istituita il 16 marzo 1992, quando il presidente del Kazakistan firmò un decreto sulla loro creazione. La Guardia repubblicana venne stabilita sulla base di una brigata indipendente di designazione operativa delle truppe interne dispiegata nel villaggio di Ak Zhar, distretto di Kaskelen della regione di Almaty. Così il giorno della Guardia Repubblicana venne impostato come 16 marzo.
La Guardia repubblicana è una delle unità più pronte al combattimento delle forze armate. È composta da:
- 1ª Brigata GR ad Almaty,
- 2ª Brigata GR ad Astana,
- un battaglione cerimoniale separato (con una compagnia di Guardia d'Onore e una compagnia di protezione dei simboli di stato) ad Astana,
- un battaglione d'addestramento separatp ad Almaty e
- un battaglione logistico separato ad Astana.

Le brigate possono essere paragonate a un reggimento motorizzato ridotto (BTR) dell'esercito sovietico, ma senza l'artiglieria e i battaglioni corazzati. Oltre alle unità di linea, ogni brigata ha una Compagnia per Usi Speciali (RDA, russo: рота специального назначения). Questa compagnia riceve una formazione in base al programma di addestramento delle unità di ricognizione dell'esercito. Inoltre, i membri delle compagnie RDA sono addestrati in combattimento corpo a corpo, così come nelle operazioni aeree.

## Comandanti
- Altynbekov, Seilbek Altynbekovich - 1992 - 1993
- Umbetbaev, Tulegen Anuarbekovich - 1993 - 1995
- Tokpakbaev, Sat Besimbaevich - 1995 - 1999
- Iskakov, Bolat Gazizovich - 1999 - 2000
- Dzhanasaev, Bulat Bahitzhanovich - 2001 - 2002
- Iskakov, Bolat Gazizovich - 2002 - 2006
- Tasbulatov, Abay Bolyukpaevich - 2006 - 2012
- Shabdarbayev, Amangeldy Smagulovich - dal 2012